# Darlehnskassenschein
Darleh(e)nskassenscheine wurden zwischen 1914 und 1922 im Deutschen Reich von der Reichsschuldenverwaltung gemäß Darlehnskassengesetz vom 4. August 1914 (RGBl. S. 340) in Anlehnung an eine vormalige preußische Banknotenart ausgegeben.

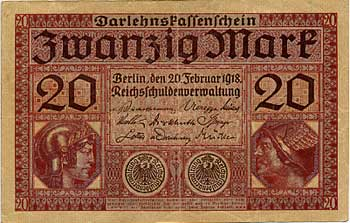
Darlehnskassenschein von 1918

Die Scheine waren formal keine „echten“ Banknoten, mussten aber trotzdem als Zahlungsmittel von allen Staatskassen akzeptiert werden. Mit Beginn ihrer Emission zu Beginn des Ersten Weltkrieges waren die Darlehnskassenscheine durch Beleihung von industriellen und landwirtschaftlichen Gütern juristisch gedeckt, jedoch wie alle anderen Zahlungsmittel nicht in Goldmark umtauschbar. De facto waren sie eine während und nach dem Ersten Weltkrieg genutzte Form der zusätzlichen Bargeldschöpfung.
Sie liefen parallel zu den Reichsbanknoten, Reichskassenscheinen und Privatbanknoten als fünfte „Banknotenart“ – neben den (geduldeten) Notgeldscheinen und sonstigen Geldersatzzeichen der Länder, Kommunen und Großbetriebe – bis zu ihrer vollständigen Entwertung in der Inflation im Jahre 1923 in Deutschland um. Zwischen allen fünf Banknotenarten gab es keine Kursabweichungen. Ab August 1923 gab es noch kurzzeitig eine sechste Banknotenart (sog. „wertbeständiges Notgeld“), die wieder auf die Vorkriegsgoldmark und den US-Dollar direkt in einer Kursangabe Bezug nahm und nicht wie die vorgenannten Darlehnskassenscheine auf die entwertete Papiermark.
Preußen gab in der Notzeit von 1848 bis 1851 Darlehnskassenscheine im Werte von 1 und 5 Taler aus, die jedoch keinen Anspruch auf Einlösung in Kurantgeld hatten. Diese wurden dann bis 1855 durch Kassenanweisungen über 1, 5 und 10 Taler abgelöst, die dann aber wieder in Silbertaler einlösbar waren.